# Juan Diego Covarrubias
Juan Diego Covarrubias Aceves, bardziej znany jako Juan Diego Covarrubias (ur. 24 marca 1987 w Guadalajarze) – meksykański aktor znany w Polsce z roli Yago Albarrána w telenoweli Nieposkromiona miłość.
Spotykał się z Miss Lublana '2011 Kim Rebeccą Lekse (2013).

## Filmografia
- 2009: Ośmielać się śnić (Atrévete a soñar) jako Johnny
- 2010: Teresa jako Julio
- 2011: Rodzinka z fuksem (Una familia con suerte) jako Alfredo Irabién Arteaga
- 2012: Nieposkromiona miłość (Amor Bravío) jako Yago Albarrán
- 2013–2014: Oblicza miłości (De que te quiero, te quiero) jako Diego / Rodrigo